# Cavender Is Coming
Cavender Is Coming este episodul 101 al serialului american The Twilight Zone. A fost difuzat pe 25 mai 1962 pe CBS. Este unul dintre puținele episoade de comedie ale serialului.

## Intriga
Îngerul Harmon Cavender este repartizat tinerei Agnes Grep, o femeie neîndemânatică, care este concediată deseori de la locul de muncă din cauza stângăciei sale. Sarcina sa este să-i îmbunătățească viața în 24 de ore pentru a-și obține aripile. Dacă nu reușește, atunci va fi retrogradat⁠(d).
Cavender își face apariția lângă Agnes în timpul călătoriei sale spre casă cu autobuzul și încearcă să-i demonstreze că este îngerul său păzitor, transformând autobuzul într-o trăsură trasă de cal, apoi într-o mașină decapotabilă și din nou în autobuz. Odată ajunsă acasă, Agnes este întâmpinată de vecini, care o compătimesc pentru necazurile sale. Când intră în apartament, îl găsește pe Cavender pe canapeaua sa.
Acesta îi oferă un conac, prieteni în înalta societate și un cont bancar suficient de mare încât să poată finanța orice. În loc să joace bowling, se trezește găzduind o petrecere fastuoasă. Agnes este copleșită de discuțiile lor și se simte inconfortabil. Cavender, între timp, se delectează cu niște băuturi alcoolice.
În următoarea scenă, Cavender se trezește pe canapeaua din conacul lui Agnes. Nu o găsește nicăieri și pleacă spre vechiul ei apartament, unde aceasta îi spune mohorâtă că niciunul dintre vechii ei vecini nu o recunoaște. De asemenea, îi spune că nu vrea să revină la conac și își dorește vechea viață înapoi. Cavender susține că decizia sa este greșită, dar în cele din urmă cedează și îi îndeplinește dorința. Emoționată, Agnes își salută și glumește cu toți prietenii pe care îi întâlnește. Îi mulțumește lui Cavender și acesta realizează că este „cea mai bogată femeie pe care o cunoaște”, respectiv că banii nu aduc neapărat fericirea.
Cavender se întoarce în Rai, iar superiorul său îl mustră din cauza comportamentul de la petrecere și pentru faptul că nu a reușit să-i transforme viața tinerei Agnes. Totuși, după ce privește spre Pământ, superiorul său observă că, deși împrejurările sunt același, Agnes este fericită în prezent. Conștientizează că îngerul său și-a îndeplinit misiunea și, în loc să fie retrogradat, acesta este trimis să ajute alte persoane. Cavender scoate un trabuc și părăsește bucuros a 3-a divizie celestă.

## Distribuție
- Jesse White - Harmon Cavender
- Carol Burnett - Agnes Grep
- Howard Smith - Polk
- Frank Behrens - Stout
- Roy N. Sickner - șoferul de autobuz